# Velliza
Velliza est une commune de la province de Valladolid dans la communauté autonome de Castille-et-León en Espagne.

## Administration

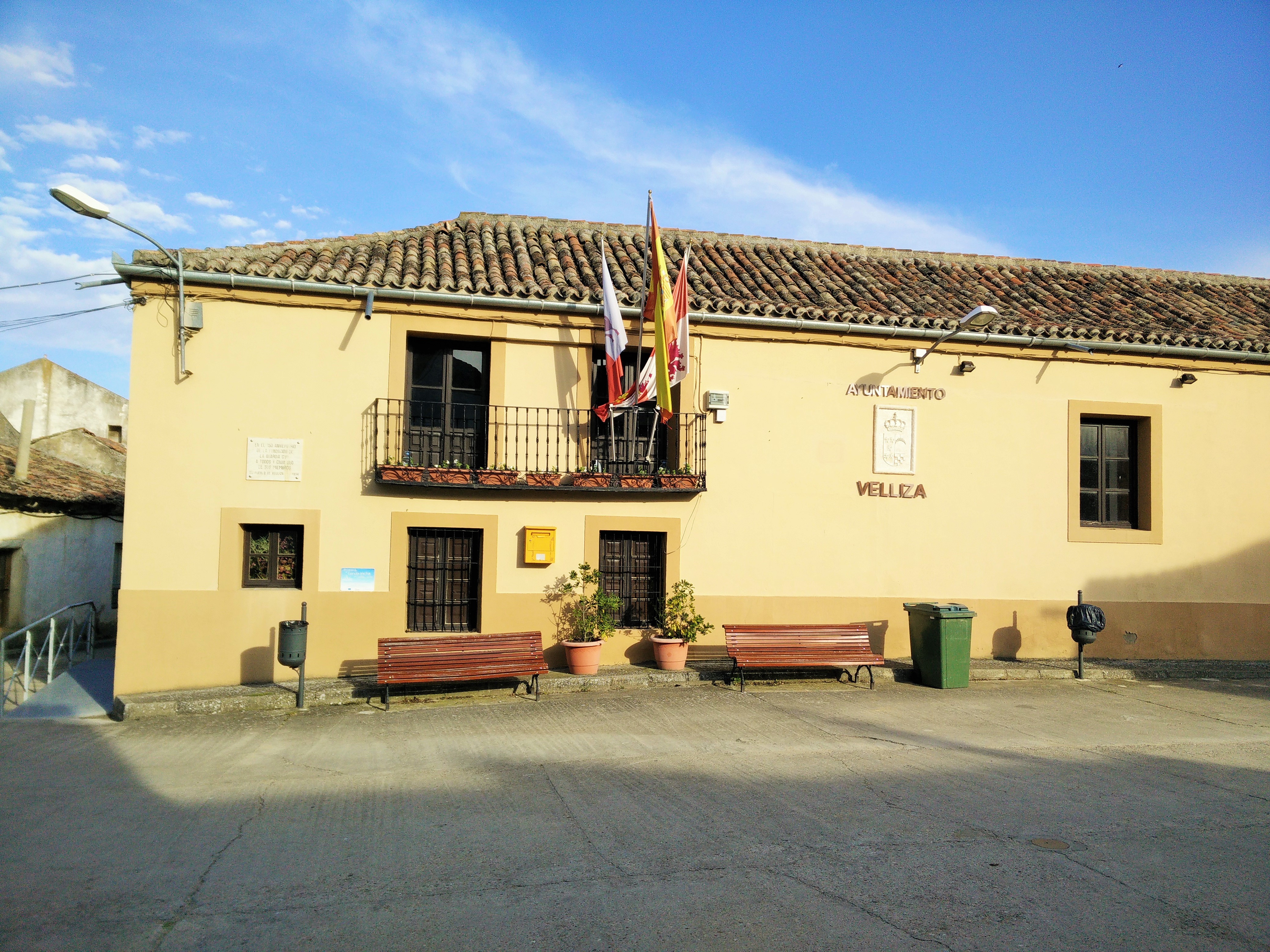
Mairie de Velliza.

## Sites et patrimoine
Les édifices notables de la commune sont :
- Église San Millán ;
- Chapelle Nuestra Señora de los Perales ;
- Chapelle del Cristo del Humilladero.

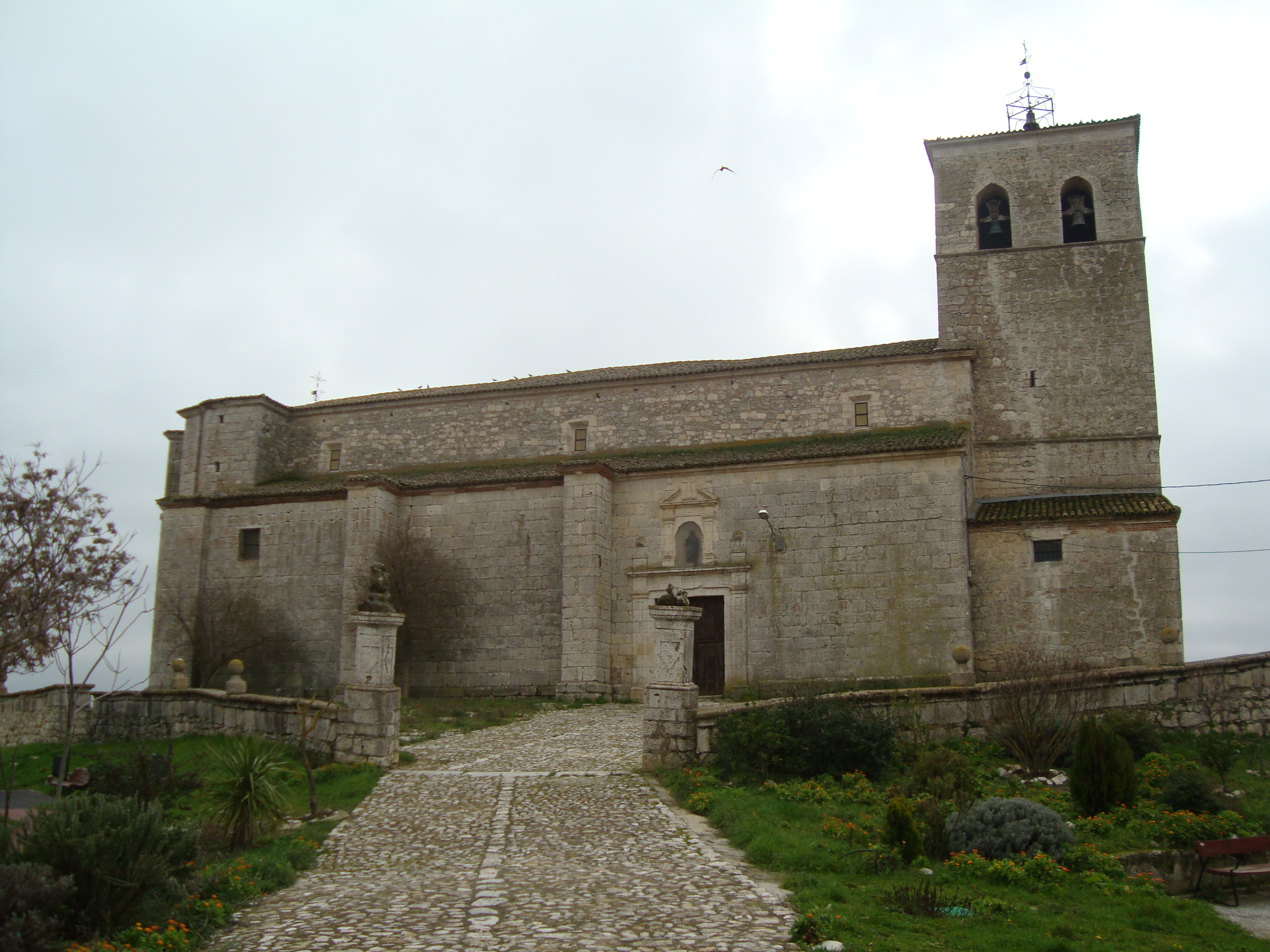
Église San Millán.
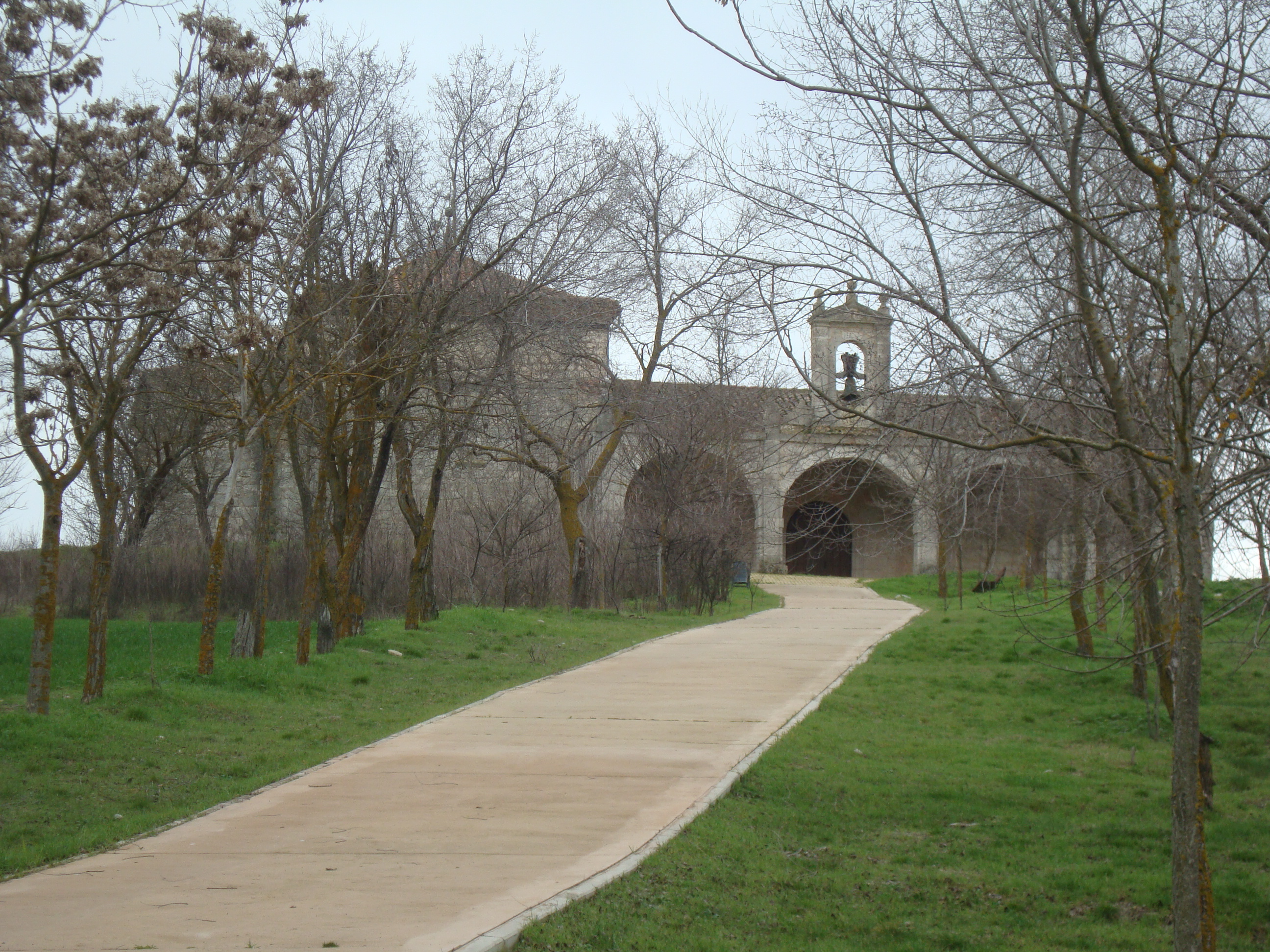
Chapelle Nuestra Señora de los Perales.
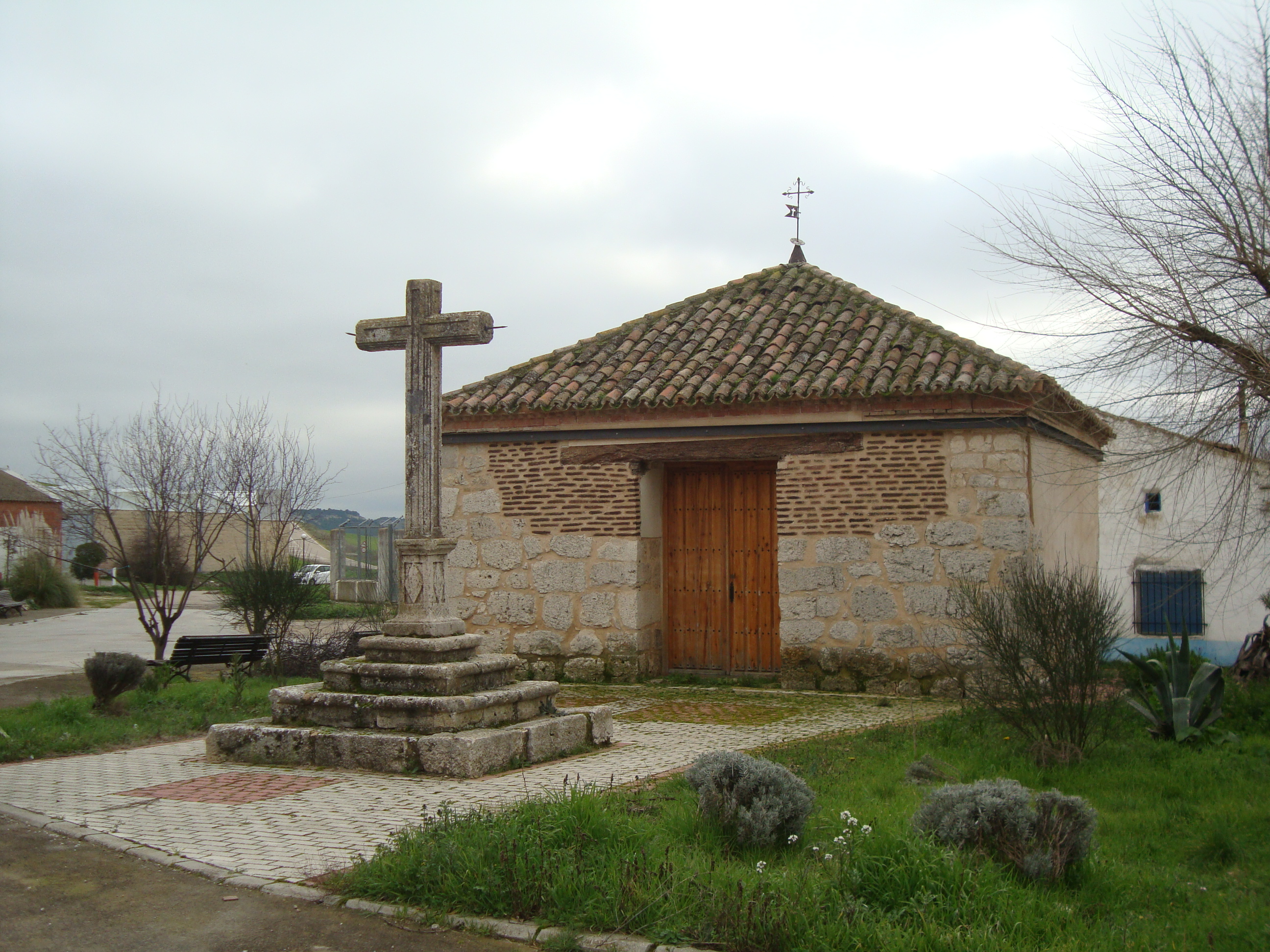
Chapelle del Cristo del Humilladero.